# Masacre de San Juan de las Galdonas
La Masacre de San Juan de las Galdonas fue un enfrentamiento de bandas que ocurrió entre el 25 y el 26 de septiembre de 2018 en Venezuela, en las parroquias San Juan de Unare y San Juan de las Galdonas en el municipio Arismendi del estado Sucre, zonas pesqueras ubicadas en la zona norte de la península de Paria, a cinco horas de Cumaná.

## Antecedentes
Ambas parroquias de San Juan de Unare y San Juan de las Galdonas se han convertido sitio de refugio de pranes, líderes de bandas criminales, que se encontraban en cárceles como Tocorón, en el estado Aragua, y Puente Ayala, en el estado Anzoátegui. Desde al menos 2006, los organismos de seguridad del Estado conocen que la península de Paria funciona como un punto de embarque de cargamentos de drogas que son enviados a islas del Caribe, lo que ha causado la disminución del turismo en las parroquias. La carretera de acceso se encuentra en condiciones precarias y hay una gran ausencia de presencia policial; solamente hay una alcabala de la Guardia Nacional con cinco funcionarios en la salida de San Juan. Los residentes han denunciado que los pranes mantienen control de toda la zona, que deciden sobre la entrada y salida en las parroquias y que hasta las autoridades temen ir, y sostienen que las fuerzas de seguridad negocian con las bandas delictivas.

## Enfrentamiento
De acuerdo un reporte de El Pitazo, el enfrentamiento empezó luego de que la banda de San Juan de Unare le tumbara un cargamento de droga a la de San Juan de las Galdonas, y entre el 25 y 26 de septiembre los miembros de ambas bandas se enfrentaron para mantener el control de la ruta de narcotráfico por el Mar Caribe, varios siendo abatidos en el proceso. Según habitantes y testigos del sector, más de 78 hombres fueron asesinados y descuartizados. Solo dos cuerpos fueron sepultados en el cementerio de Río Caribe, mientras que el resto de los cadáveres fueron lanzados en el mar o desaparecidos. Fotografías de cadáveres de hombres jóvenes descuartizados circularon las redes sociales; la veracidad de al menos dos imágenes, una de un cuerpo con un agujero en la cabeza y otra de un cuerpo desmembrado, fueron confirmadas por uno de los testigos. Al día siguiente, el 27 de septiembre, dos camiones trasladando a efectivos de la Guardia Nacional, pero no encontraron cadáveres. A partir del enfrentamiento un helicóptero de la Guardia Nacional empezó a sobrevolar la península.

## Reacciones
Inicialmente, los organismos de seguridad del estado Sucre no ofrecieron reportes sobre la situación. Siete personas fueron trasladadas por familiares a un centro clínico privado en la noche el 26 de septiembre, y el cuerpo mixto de seguridad que ingresó a la zona con equipos antimotines y pasamontañas aprehendió a cinco ciudadanos que pertenecían a las bandas delictivas. Según habitantes, "El Chaparro" es miembro de las bandas que operan en la zona y estuvo involucrado en el enfrentamiento.
El dirigente de Primero Justicia, Paúl Elguezabal, denunció que para el 29 de septiembre los enfrentamientos entre las bandas continuaban, describiendo como alarmante la cifra extraoficial de muertes, que superaba más de 30 personas, responsabilizando al gobierno de la situación y recordando que el estado Sucre es uno de los estados más violentos del país, donde durante el primer semestre de 2018 se registraron 141 homicidios. Paúl explicó que poblados como Güiria, Yaguaraparo e Irapa son azotados por la delincuencia y el narcotráfico, donde gobiernan los pranes y ocurren ajusticiamientos diariamente, y que la violencia en la región tiene «la anuencia del gobierno y de los cuerpos de seguridad, quienes permiten que grupos delictivos actúen con total impunidad».
El gobierno ha negado la existencia de la masacre. Douglas Rico, director del Cuerpo de Investigaciones Científicas Penales y Criminalísticas (Cicpc), declaró el 1 de octubre que "Lo de San Juan de las Galdonas ha sido más escándalo por las redes que lo que es en realidad" y que es "Totalmente falso eso que se está diciendo por allí". Rico señaló que una persona murió debido a las bandas criminales de la zona y que el sector de Yaguaraparo, lejos de la zona, tres personas fallecieron por resistencia a la autoridad, pero negó que hubieran cifras más elevadas de muertes.